# شون كاميرون مايكل
شون كاميرون مايكل (بالإنجليزية: Sean Michael)‏ هو ممثل جنوب أفريقي، ولد في 24 ديسمبر 1969 في جنوب أفريقيا.

## أعمال

### أفلام
- (2009) الذي لا يقهر[5]
- (2014) الانتقام[6]

### مسلسلات
- الأشرعة السوداء

## وصلات خارجية
- شون كاميرون مايكل على موقع IMDb (الإنجليزية)
- شون كاميرون مايكل على موقع قاعدة بيانات الفيلم (الإنجليزية)